# Édouard Rouveyre
Édouard Rouveyre, né à Paris le 16 août 1849 et mort au Coudray-Montceaux le 26 août 1930, est un essayiste, éditeur et libraire français, qui fut un fervent bibliophile, spécialiste et collectionneur d'ouvrages anciens. Il est le père d'André Rouveyre.

## Biographie
Édouard Rouveyre est le fils de Sophie-Nicolette Gratpanche et d'Alexandre Rouveyre, marchands d’objets d’art et de curiosités sur le quai Voltaire.
Au printemps 1872, il entre au Moniteur universel des livres anciens et modernes, une publication mensuelle éditée par le libraire parisien Antoine Laporte (1835-1900) situé quai Malaquais. La police débarque un jour dans les locaux de Laporte et y fait saisir des ouvrages licencieux ; il avait été dénoncé par le journaliste réactionnaire Louis Veuillot. Fin 1872, Rouveyre décide donc de s'installer à quelques mètres de chez Laporte et d'ouvrir sa propre boutique au 6 de la rue des beaux-arts baptisée « Librairie ancienne et moderne ». Il édite des catalogues spécialisés comportant des notices savantes sur des ouvrages anciens. Très dynamique, il va se faire le promoteur de publications nombreuses et variées (livres, opuscules, contributions diverses), très érudites, élégantes et soignées ; il se montre dès le départ curieux de tout, animé d'une passion pour les arts décoratifs, la bibliophilie, l'histoire de l'art, la littérature.
En 1875, Rouveyre déménage pour s’installer au numéro 1 de la rue des Saints-Pères. Il publie anonymement la première version de ses Connaissances nécessaires à un bibliophile, essai tiré à mille exemplaires, qu'il ne cessera de rééditer et d'amplifier, jusqu'en 1899, la plaquette de 78 pages étant devenue une somme en 10 volumes illustrées de 1 800 figures composées pour partie par son propre fils, André Rouveyre, précocement doué pour le dessin.
Entre-temps, il édite de nombreux ouvrages d'auteurs contemporains tels Guy de Maupassant, Jules Barbey d'Aurevilly,  Aurélien Scholl, Paul Ginisty, Léon Cladel, Armand Silvestre, Lucien-Victor Meunier, ou encore Octave Uzanne, un autre grand bibliophile passionné avec qui il partage de nombreuses passions communes ; les deux hommes publieront la revue Miscellanées bibliographiques (1878-1880). Il fait illustrer les livres par des graveurs à l'eau-forte comme Adolphe Lalauze ou Pierre Morel (?-1893).
Outre des bibliographies, on compte aussi dans son catalogue des ouvrages plus techniques ayant pour thèmes des aspects méconnus de l'histoire, le sport, certaines périodes de l'histoire de l'art, ainsi que les arts décoratifs. Il fut l'éditeur d'Henri Bouchot.
En 1882, il déménage sa boutique au 45 rue Jacob, pour finir au 76 rue de Seine. Sa devise était Poco a poco (« Peu à peu »). Il utilisa occasionnellement des pseudonymes comme Woldamar de Tschaschlau, « L’Apôtre bibliographe », Roger de Parnes. En 1926, il écrit l'un de ses derniers essais, les Connaissances nécessaires aux amateurs et antiquaires (Paris, Eugène Rey, 1924-1926, 3 volumes).
Il était officier de l’Instruction publique, membre de la Commission extra-parlementaire chargée d’étudier toutes les questions relatives à l’organisation des musées de province et la conservation de leurs richesses artistiques.